# Procopo Pignatelli
Procopo Pignatelli (Procope Charles Nicolas Augustin Léopold) (Brussel, 20 of 24 november 1703 - Napels, 1 mei (of 22 mei volgens de gemeentearchieven van Armentières) 1743) was een edelman uit het huis Pignatelli.

## Biografie
Procopo Pignatelli werd geboren als zoon van Maria Clara van Egmont en Nicola Pignatelli. Hij voerde als titels onder andere 8e prins van Gavere en 12e graaf van Egmont, 6e hertog van Bisaccia, Gelre, Gulik, Berghes, markies van Renty en heer van Zottegem. Procopo erfde alle titels en bezittingen van het huis Egmont nadat zijn oom langs moederskant Procopo Frans van Egmont kinderloos was gestorven. Drie dagen voor zijn dood had zijn oom Procopo Frans van Egmont een testament opgemaakt ten behoeve van koning Filips V van Spanje. Het Parlement van Parijs verklaarde dit testament echter definitief ongeldig op 12 juli 1748 en de nalatenschap Egmont kwam dus in handen van Procopo Pignatelli. Hierdoor werd het Huis Pignatelli het geslacht Egmont-Pignatelli of Pignatelli-Egmont.
Hij huwde in 1717 met Henriette Julie de Durfort, dochter van de graaf van Duras Jakob Hendrik. Op 14 februari 1734 werd Procopo ridder van het Gulden Vlies; hij was in 1717 ook benoemd tot grande van Spanje. In 1738 en 1752 verkocht Procopo het kleine en het grote hof van het Egmontpaleis aan zijn schoonbroer Leopold Filips van Arenberg . Procopo stierf op 1 mei 1743 in Napels en werd opgevolgd door zijn zoon Guido Felix Pignatelli.

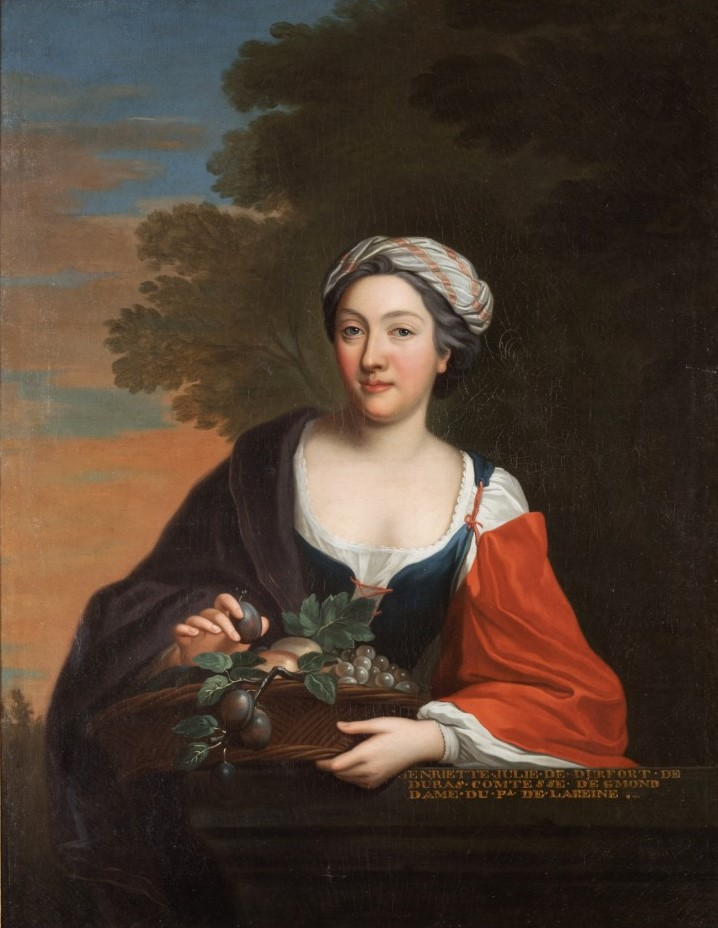
Procopo's echtgenote Henriette Julie de Durfort